# حساني علوان
حساني علوان (1 كانون الثاني 1955 - )هو لاعب كرة قدم عراقي سابق كان يلعب في مركز الوسط لعب في صفوف منتخب العراق لكرة القدم في بطولة كأس آسيا 1976. لعب لصالح المنتخب الوطني العراقي بين عام 1975 وعام 1976.